# هیز، بروملی
هیز (به انگلیسی: Hayes) یک شهرک، روستا و ناحیه در بریتانیا است که در منطقه بروملی لندن واقع شده‌است. هیز ۱۵٬۹۰۶ نفر جمعیت دارد.